# 大芦橋
大芦橋（おおあしばし）は、埼玉県熊谷市（旧大里町）小八林と鴻巣市（旧吹上町）大芦の間に架かり、荒川と和田吉野川を渡る埼玉県道66号行田東松山線、および埼玉県道307号福田鴻巣線の道路橋である。下流側に日本最長の水管橋である荒川水管橋がある。

## 概要
県道の熊谷市側から進むと、まず緩い上り勾配で和田吉野川を渡河し、次いで和田吉野川と荒川を隔てる背割堤と、鴻巣市大芦との市境である荒川の河道跡が残る河川敷を跨ぎ、最後に荒川を渡河する橋梁である。荒川を越えた後も広大な河川敷がしばらく続き、600メートルほど進むと左岸堤防に至る。河口から68.4 kmの地点に架かる全長1,016.0メートル、総幅員10.5メートル、有効幅員9.0メートル（車道7.0メートル、歩道2.0メートル）、最大支間長65.6メートルの20径間からなる鋼桁橋（1等橋）である。歩道は幅員2.0メートルで上流側のみに設置されている。車道と歩道の間には幅0.5メートルの縁石が設けられている。橋のアプローチ区間である取り付け道路は両岸側とも築堤となっている。右岸側の橋の取り付け道路は、一部比企郡吉見町（飛び地）の町域に掛かる。公共交通機関は設定されていない。2005年（平成17年）度の24時間当たりの交通量は12,800台である。
当橋の熊谷市側、堤防を降りきった場所に5差路の信号交差点がある。当橋を含む行田東松山線（鴻巣市吹上・行田市方面及び東松山市方面）と大里比企広域農道（熊谷市大里・江南方面及び吉見町・川島町方面）が交差し、そこに埼玉県道307号福田鴻巣線（滑川町方面。鴻巣方面は当橋方面に重複）が斜めに接続しており、放射状に多方面へ向かうことができる分岐点となっていることから、平日ラッシュ時などに当橋（とその周辺区間）の交通量が多く、渋滞が発生する。

### 諸元
- 形式 - 鋼単純合成鈑桁橋10連 + 鋼3径間連続非合成箱桁橋2連 + 鋼単純合成箱桁橋3連 + 鋼単純合成鈑桁橋
- 橋格 - 1等橋 (TL-20)
- 橋長 - 1,016.000 m
  - 支間割 - 10×39.300 m + 2× (65.500 m + 65.550 m + 65.500 m) + 2×60.800 m + 58.350 m + 38.250 m
- 床版 - 鉄筋コンクリート
- 幅員
  - 総幅員 - 10.500 m
  - 有効幅員 - 9.500 m
  - 車道 - 7.000 m
    - 車線幅員 - 3.25 m（2車線）

  - 歩道 - 片側2.500 m
    - 有効幅員 - 2.000 m
- 橋台 - 逆T式橋台（鋼管杭基礎）
- 施工 - 石川島播磨重工業[注釈 1]・川田工業・川崎重工業・宮地鐵工所[注釈 2]・横河橋梁[注釈 3]

## 歴史

### 昭和初期の橋

冠水橋の旧大芦橋（昭和30年代）

大芦橋が開通する以前は木造の冠水橋（かんすいきょう）、さらに以前の昭和初期頃迄は橋はなく、いつから存在していたかは定かではないが、八王子千人同心道（日光脇往還）に属する「大芦の渡し」と呼ばれる官設の渡船で対岸を結んでいた。渡船場には1803年（享和3年）頃開設された「大芦の河岸」が併設され、大正時代には渡船場の川上側に仮橋が架設されていた。また、大芦の渡しのすぐ下流側には松山道に属する「五反田の渡し」と呼ばれる私設の渡船が設けられ、こちらも渡船場に河岸が併設され、冬季には川下側に仮橋が架設されていた。現在は大芦の河岸跡が現橋梁の上流側に痕跡として残る。
昭和初期頃架設された冠水橋は橋脚、橋桁共に木製で現在の橋の300メートル下流の荒川のみに架けられ、和田吉野川を渡るには抜水橋である吉見橋を渡る必要があった。冠水橋は北足立と大里を結ぶ重要な交通路となっていたため、洪水で不通となるたびに緊急事態になり復旧までの間、水量がまだ相当ある中、緊急に仮橋が架けられ、この様なことはのちの永久橋が架けられるまで何度も繰り返された。1949年（昭和24年）8月にはキティ台風で流失し、1965年（昭和40年）5月の台風で損壊し、3か月後の8月22日台風17号の洪水で相次いで流失した。県は1547万3000円の工事費を掛けて1966年（昭和41年）3月20日開通予定で復旧工事が進められた。橋は通行止めになりその間、仮橋が架けられた。

### 1966年の橋

1966年に架け替えられた旧大芦橋（1966年）

1965年の洪水の後、太い鋼管パイル製の橋脚を持つ木製桁の冠水橋に架け替えられ、1966年（昭和41年）3月に竣工した。冠水橋は上・下流側に鋼管製の斜材を配した揺れ止めが設けられていた。橋長60.5メートル、幅員3.6メートルですぐ下流に架けられていた旧糠田橋とよく似た外見を持ち、自動車の通行が可能であった。道幅が狭いことから片側交互通行であった。欄干は初めは付けられていなかったが、のちに鉄パイプを立ててロープを張った簡易な欄干が取り付けられた。また、後に老朽化により4トンの重量制限を課していた。また、路線バスは橋の通行が不能なため、手前で折り返していた。1979年の永久橋が竣工した際、吉見橋は農道として存続されたが、冠水橋の方は撤去された。冠水橋の遺構や痕跡は残されていないが、橋への取り付け道路は吉見橋と共に、荒川河川敷内の農地等への農道として転用されている。

### 1979年の橋
冠水橋は洪水等により度々通行止めとなることに加え、橋そのものが老朽化したので1964年（昭和39年）に吹上町が中心となり、地元関係市町村である行田・東松山・鴻巣・羽生の各市、および大里・吉見・川里の各村の四市一町三か村による「大芦橋改良促進期成同盟会」が結成され、翌年の洪水を期に永久橋架橋の請願が行われたことにより県が事業主体となり、総工費約24億円を投じて1970年（昭和45年）に着工され河川区域内の用地買収に着手した。1970年から1971年にかけて設計測量等の予算化が実現し、1972年（昭和47年）に橋脚工事に着手した。元々この架橋場所は和田吉野川の合流地点ということもあって、荒川の流心方向が一定でないことの河川条件が付き、上部工の経済性も考慮されたためルートの選定や橋脚の位置に苦心を重ねた。当初は1975年（昭和50年）完成の予定だった。しかしオイルショック等の影響により工事は中断し、橋脚は完成したが長期にわたって放置されたままとなっていた。後に公共事業投資増大などによって工事が再開された。施工会社は石川島播磨重工業（現、IHI）、川田工業（現、川田テクノロジーズ）、川崎重工業、東日本鉄工、宮地鐵工所（現、宮地エンジニアリング）、横河橋梁（現、横河ブリッジ）である。上部工は鋼合成箱桁、3径間連続箱桁および鋼合成鈑桁を組み合わせている。また、下部工は逆T式鋼管杭基礎橋台および逆T式鋼管杭基礎橋脚を組み合わせている。
取り付け道路の築堤は地盤沈下対策が講じられたため工期を要した。また、右岸側の堤防の天端を通る自転車道（埼玉県道155号さいたま武蔵丘陵森林公園自転車道線）とは平面交差させる予定だったが、平面交差では危険だと問題視され、取り付け道路の築堤を潜る形の立体交差に設計変更された。これにより全面開通は遅れ、1980年（昭和55年）4月全面開通（予定）とされた。
大芦橋は1979年（昭和54年）10月に竣工した。これが現在の大芦橋である。竣工当時は埼玉県内で最長の道路橋であった。

#### 開通に係る諸問題
大芦橋が竣工し、3.5トン以下の車両限定で10月に仮開通の予定だったが、橋に接続する周辺道路が未整備なため、その開通に地元住民の「待った」が掛かった。旧道の吹上駅周辺一帯は幅員の狭い通りでクランク状に市街地を抜けなければならず、未整備のままでは交通量の増加に伴う交通事故の恐れの他、交通渋滞が危惧されたからである。橋の着工から約10年の歳月が流れたことで町の事情や価値観が大きく変化していた。計画では現道を拡幅の上で国鉄（現、JR東日本）高崎線を立体交差する跨線道路橋（榛名陸橋）を設けて北に延伸し、鎌塚で国道17号に接続する予定だった。しかし、地元住民による反対運動のため、跨線橋や道路の延伸整備が遅れた。吹上町は代替案として吹上団地（住宅地）近くを北に通り下忍で国道17号に至る道路（通称筑波線）への迂回路を検討したが、こちらも団地住民を中心に迂回路に当たる沿線住民が反対した。これを受けて1979年（昭和54年）11月、町議会は現状のままでは全面的な開通は無理で、交通対策が確立するまでは大型車の乗り入れは禁止する決議を採択し、町は県や警察に大型車の交通規制を要請した。県も現状では無理と町の要請に同調し、大里比企広域農道交点より富士電機前までの区間を5トン以上の大型車は当面通行禁止にする措置をとる事となった。橋は大型車の通行は当然ながら可能ではあるが、車幅制限を実施すべく橋の両詰であるアプローチ区間の入口の位置にドラム缶で車止めを設置して幅員を狭くして、大型車を通れなくする措置を取り、4月に大芦橋の暫定供用を開始した。大芦橋の開通式は行われなかった。跨線道路橋の建設は1980年（昭和55年）に入った頃に住民との協議が再開されたが、その時点においては大芦橋の全面開通はいつになるかはまだ分らなかった。
なお、跨線道路橋の榛名陸橋（橋長239.9メートル、幅員7.0メートル、歩道なし）は1993年（平成5年）に架設されている。

## 周辺

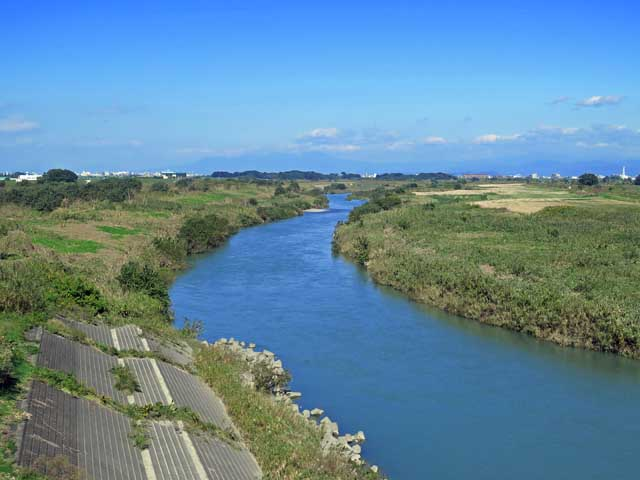
大芦橋より上流方向を望む

荒川はこの橋付近を扇端とする扇状地形である「荒川新扇状地」（｢新荒川扇状地｣や｢熊谷扇状地」とも呼ばれる）が形成されている。また、橋より下流側は縦断勾配1/1000以下の緩やかな流れとなる。また、橋のある場所は1966年（昭和41年）度より国土交通省が流量測定を行う地点のひとつに加えられている。河川敷は左岸（鴻巣市側）に広くとられている。その広い河川敷を活用した農地の他、運動場や軽飛行機の発着場等のレクリエーション施設がある。毎年秋には左岸堤防（荒川花街道）や河川敷でコスモス祭りが行われ、開花期は行楽客で賑わう。春季はコスモスが植えられていた場所にポピーの花を見ることもできる。
左岸
- 荒川花街道（旧荒川コスモス街道） - 武蔵水路の糠田排水機場付近から荒川パノラマ公園まで、堤防に沿って続く約4.5 kmのコスモスの道
- 荒川パノラマ公園
- コスモスアリーナふきあげ
  - 鴻巣市吹上総合運動場
  - コウノトリ野生復帰センター - コウノトリ飼育施設
- 鴻巣市吹上荒川総合運動公園
  - 鴻巣市吹上パークゴルフ場
- 荒川水管橋
- 大芦の渡し跡と大芦の河岸跡

右岸
- 埼玉県道155号さいたま武蔵丘陵森林公園自転車道線（荒川サイクリングロード）
- 吉見橋
- 吉見ゴルフ場（旧埼玉県民ゴルフ場）
- 長島記念館 - 旧埼玉銀行頭取・会長長島恭助の生家
- 曹洞宗保安寺 - あじさい寺
- 真言宗大福寺
- 鏡ケ淵 - 荒川の洪水によって出来た落ち掘
- 横手堤
- エアウィング・モーターパラグライダースクール専用離着陸場
- 荒川南部環境センター
- 熊谷市立健康スポーツセンター
- 五反田渡し跡と五反田河岸跡

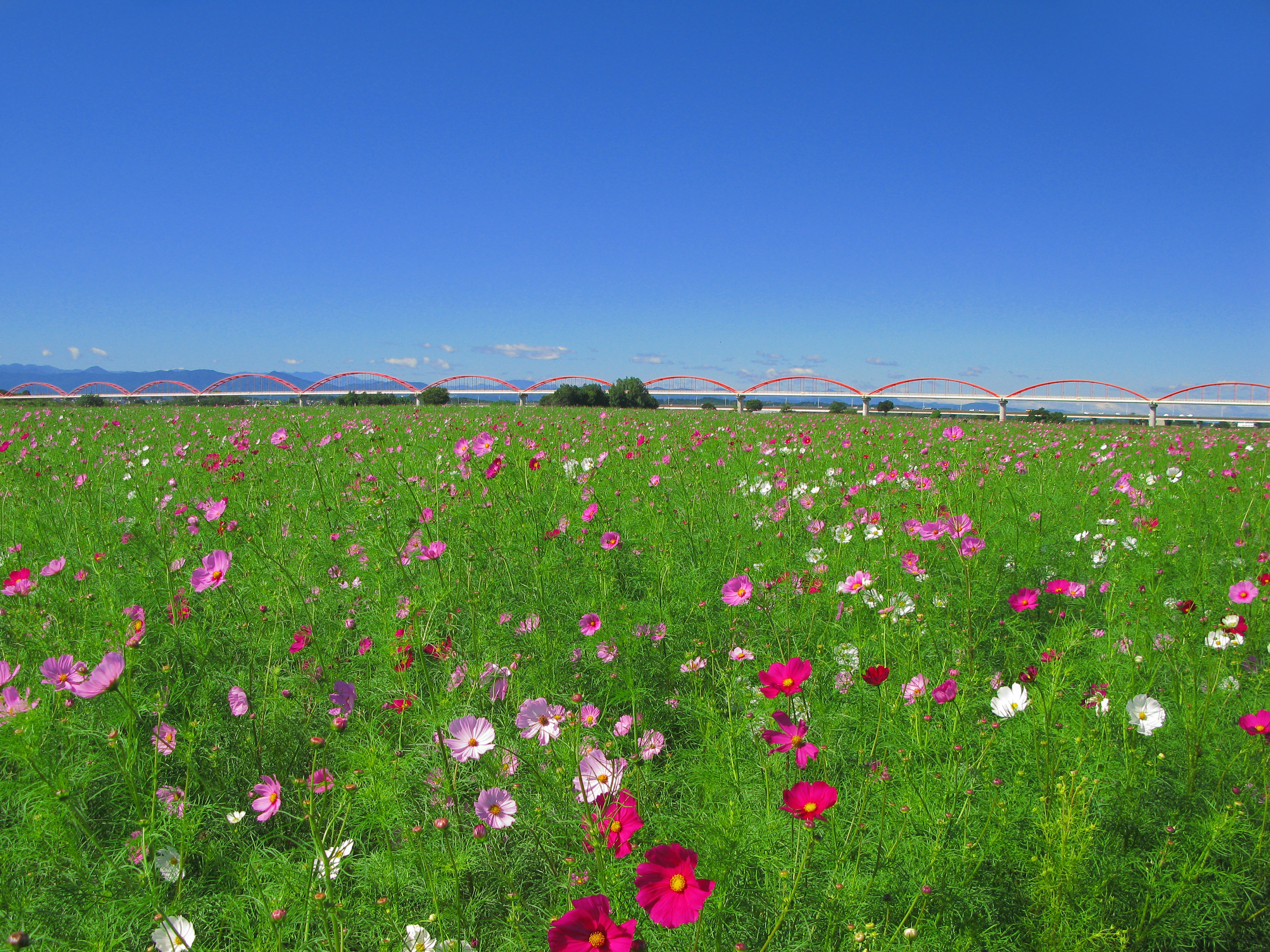
荒川水管橋とコスモス
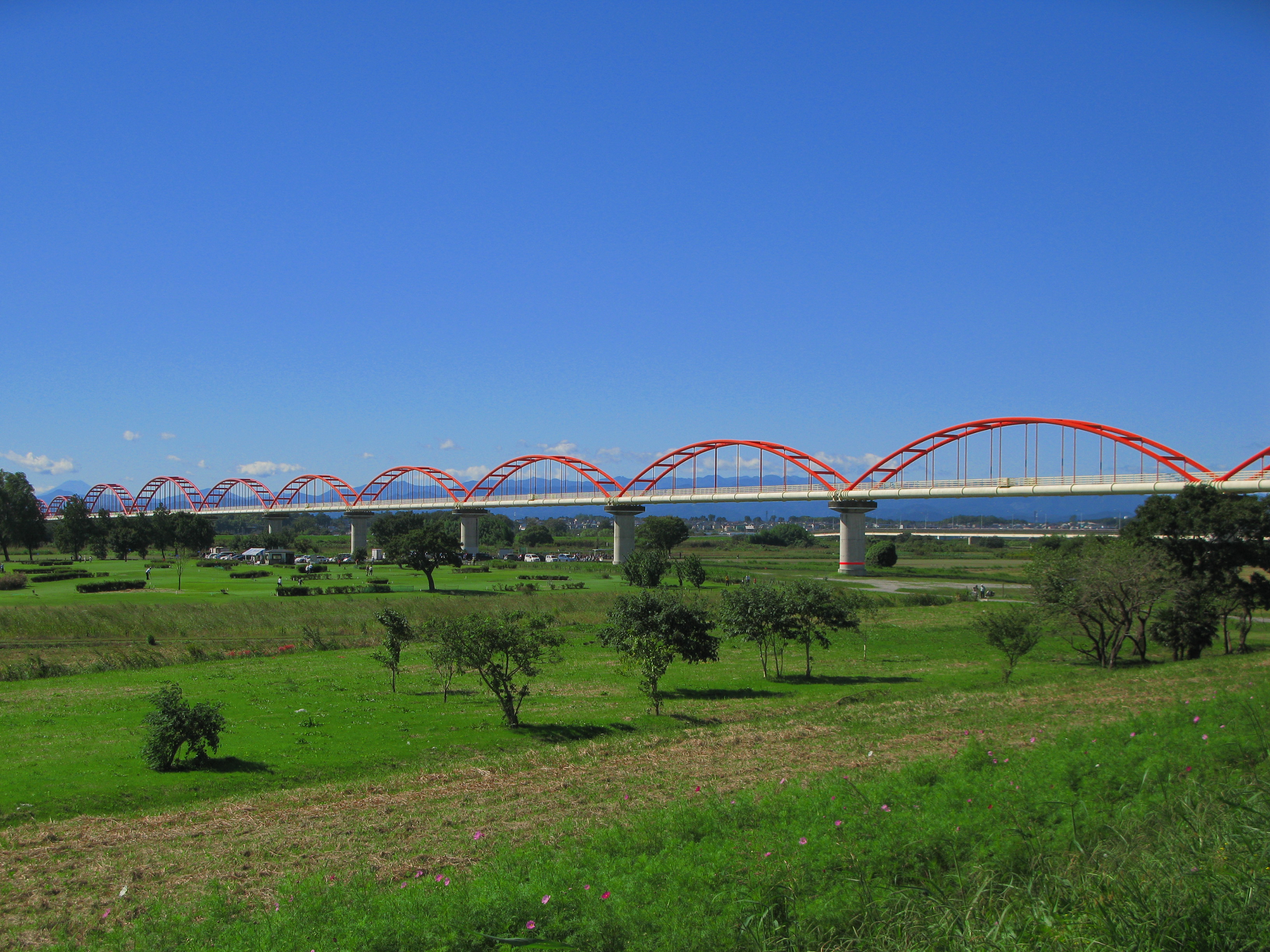
荒川水管橋
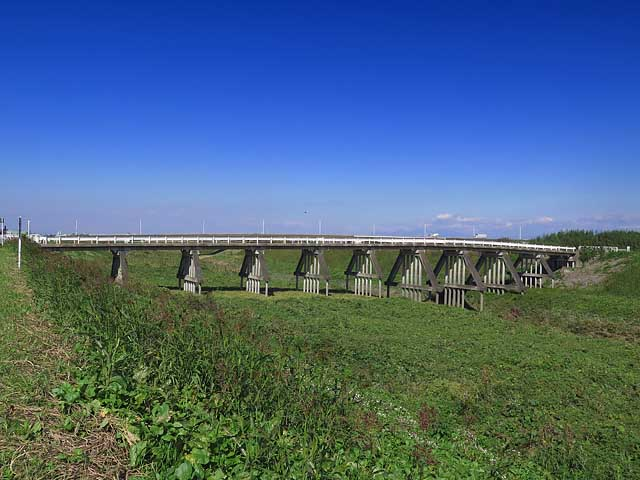
吉見橋
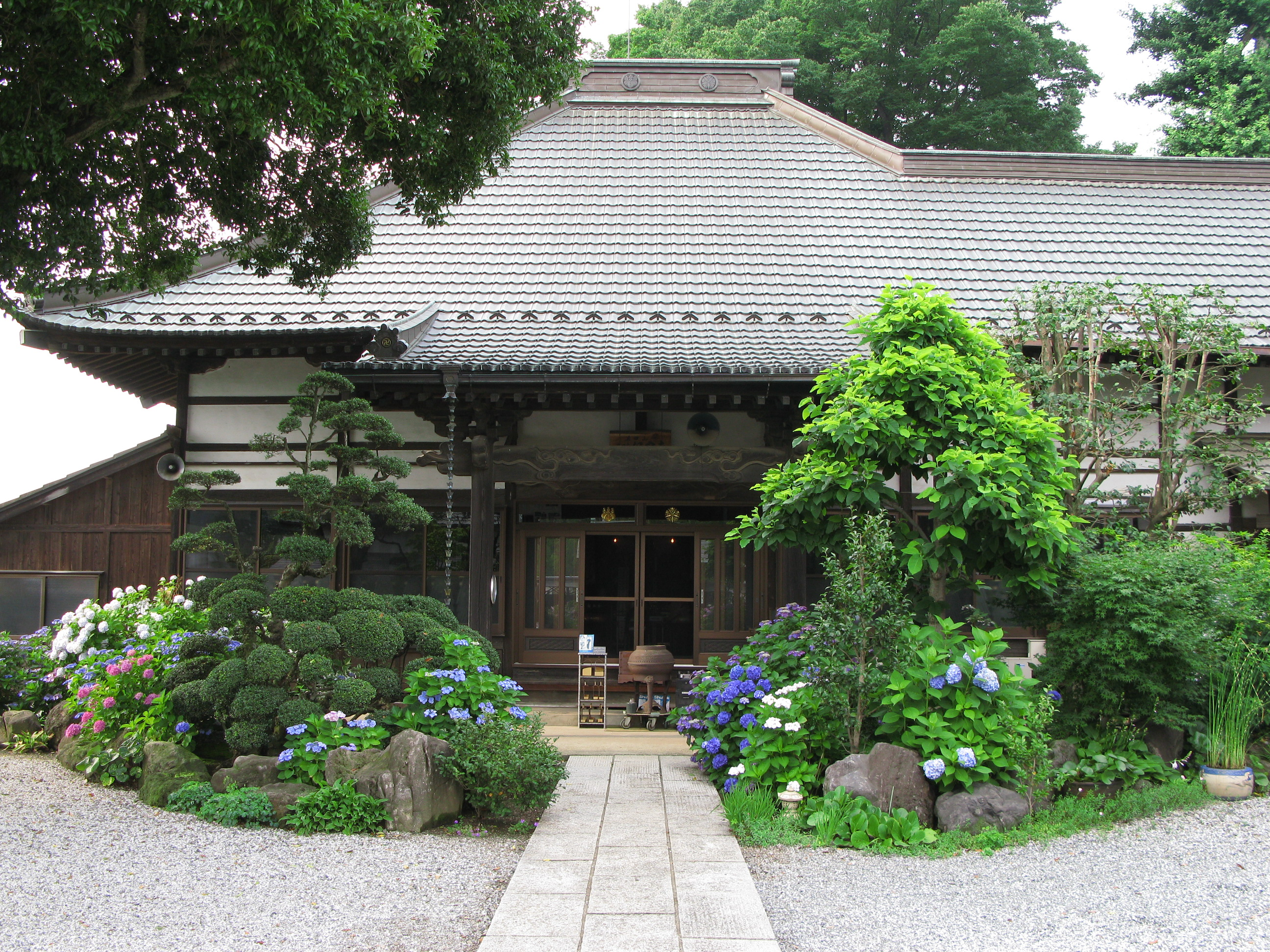
曹洞宗保安寺

## 風景

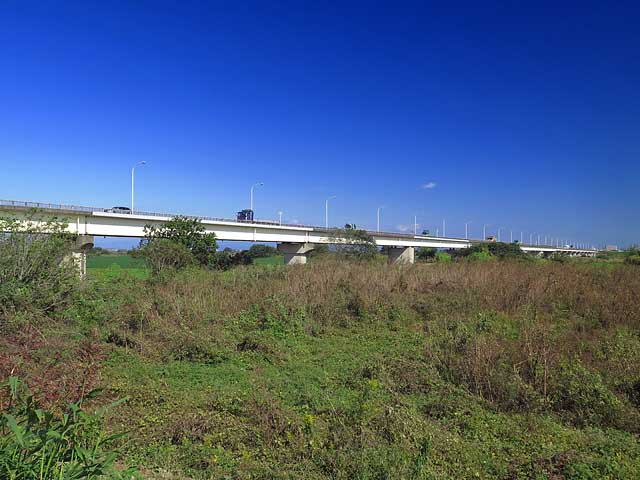
南側、右岸から見た大芦橋
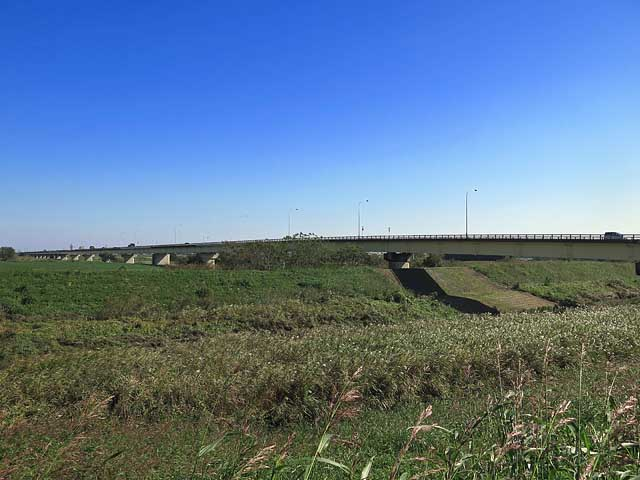
北側、右岸から見た大芦橋
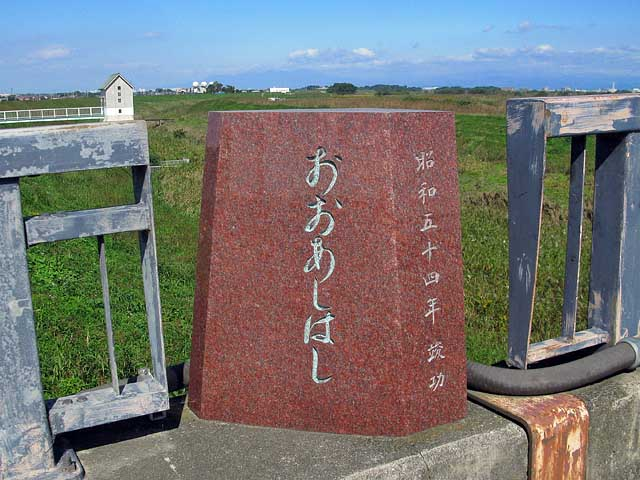
親柱

## 隣の橋
- 荒川

（上流） - 荒川大橋 - 久下橋 - 大芦橋 - 荒川水管橋 - 糠田橋 - （下流）
- 和田吉野川

（上流） - 農耕地連絡橋1号 - 農耕地連絡橋2号 - 大芦橋 - 吉見橋 - 荒川水管橋 - （下流）